# Крила
Крила (с укр. — «Крылья») — пятый студийный альбом украинской певицы Джамалы, изданный 12 октября 2018 года на лейбле Enjoy! Records. В альбом вошли ранее выпущенные синглы I Believe in U, «Сумую» и «Крила».

## История создания
Пластинка состоит из 10 песен, 7 из которых написаны на украинском языке, и ещё 3 — на английском. Среди музыкантов, которые приняли участие в работе над релизом, живущий в Нью-Йорке украинский джазовый пианист Ефим Чупахин и гитарист группы «Океан Ельзи» Владимир Опсеница. Альбом был записан на 211 Recording Studio и Istok Studio.
4 ноября 2018 года на «Радио Аристократы» состоялась видео-презентация пятого студийного альбома Джамалы — Крила.
Презентация альбома состоится 23 ноября в киевском клубе «Bel étage» в рамках концертной программы «Крила», запланированной на осень 2018 года.
Слова и музыка песен были написаны самой певицей в соавторстве с Викторией Платовой (песни «Кохання», «Незнайомець», «Хвилі», «Натовп», «Любити»), Марией Квинтил (песни «I Believe in U», «The Great Pretender», «Happiness»), Татьяной Милимко (песня «Крила»). Альбом также содержит одну композицию («Натовп») на стихи украинской писательницы Елены Телиги.
Джамала о своём альбоме:
В этом альбоме можно услышать несколько музыкальных стилей: от минималистичной электронной музыки до насыщенного соула а-ля Motown Records 70-х. Я писала его на протяжении последних полутора лет, и за это время в моей жизни произошло множество событий, главные из которых - это замужество и рождение сына. Конечно, все это повлияло и на звучание, и на содержание альбома. О каждой песне хочется сказать отдельно, все они очень важны для меня.

### Синглы
В поддержку альбома были выпущены три сингла. Первый сингл, «I Believe in U», был презентован на международном конкурсе песни «Евровидение-2017» в Киеве и выпущен в цифровом формате 14 мая 2017 года. Песня «Сумую» была выпущена в качестве сингла 7 сентября 2017 года. Третий сингл, «Крила», был презентован 24 февраля 2018 года в финале украинского национального отбора «Евровидение-2018» и выпущен в цифровом формате 21 марта того же года.

## Реакция критики
14 октября 2018 года русскоязычное интернет-издание Meduza включило клип на песню «Крила» из одноимённого альбома Джамалы в список лучших песен и клипов недели, отметив:
И другая важная украинская певица — которая, впрочем, отличается от Луны во всем; даже поет на другом языке. Если Луна душевно и тонко спекулирует на памяти по девяностым, то Джамала сочиняет многозвучный и умный альтернативый Rʼn'B, одновременно рифмующийся с лучшими американскими образцами — и любопытно исследующий собственные национальные корни. По части эстрады Украина все еще далеко впереди России — это еще одно доказательство.
Украинский продюсер и режиссёр Нателла Крапивина также положительно отозвалась о новом альбоме Джамалы:
Jamala - большая певица! несмотря на элитарность ее музыки, в ней есть тепло. альбом уже скачала. буду наслаждаться!
Музыкальный обозреватель газеты «Коммерсантъ» Борис Барабанов включил альбом Джамалы «Крила» в топ-15 лучших альбомов октября 2018 года, отметив:
Изысканная поп-музыка для нее — такой же естественный язык, как и соул с ранних альбомов или интеллигентная электроника альбома «1944». При помощи этого языка она рассказывает о событиях последних двух лет, главные из которых — замужество и появление на свет сына. Рожденные ими эмоции явно вытеснили из ее сердца переживания, связанные с «Евровидением». Альбом Джамалы «Крила» вышел танцевальным ровно в той же степени, в какой и до сентиментальности лиричным.
В августе 2019 года интернет-издание Афиша Daily включило заглавную песню «Крила» одноимённого альбома Джамалы в свой топ-10 главных песен на украинском языке последнего времени.

## Список композиций
| №                   | Название                       | Текст песни                          | Музыка                   | Длительность |
| ------------------- | ------------------------------ | ------------------------------------ | ------------------------ | ------------ |
| 1.                  | «Крила»                        | Татьяна Милимко                      | Jamala                   | 3:56         |
| 2.                  | «The Great Pretender»          | Maria Q Jamala                       | Jamala                   | 3:29         |
| 3.                  | «Сумую»                        | Jamala                               | Jamala                   | 4:10         |
| 4.                  | «Кохання»                      | Jamala Виктория Платова              | Jamala                   | 4:24         |
| 5.                  | «Незнайомець»                  | Jamala Виктория Платова              | Jamala                   | 3:53         |
| 6.                  | «Хвилі»                        | Jamala Виктория Платова              | Jamala                   | 3:40         |
| 7.                  | «Натовп»                       | Елена Телига Виктория Платова Jamala | Jamala Александр Каспров | 3:22         |
| 8.                  | «Любити (акустическая версия)» | Jamala Виктория Платова              | Jamala                   | 4:34         |
| 9.                  | «Happiness»                    | Maria Q Jamala                       | Jamala                   | 2:51         |
| 10.                 | «I Believe in U»               | Maria Q Jamala                       | Jamala                   | 3:21         |
| Общая длительность: | Общая длительность:            | Общая длительность:                  | Общая длительность:      | 37:40        |

## История релиза
| Регион  | Дата            | Лейбл          | Формат |
| ------- | --------------- | -------------- | ------ |
| Украина | 12 октября 2018 | Enjoy! Records | ЦД     |